# 카시 (몽골)
카시(合失, 또는 哈沙, ᠺᠠᠱᠢᠨ, Хаш, Qašin, 1209년 혹은 1215년 ~ 1239년 또는 1236년) 혹은 카신은 몽골 제국의 장군, 황족으로 오고타이 칸의 셋째 아들 혹은 다섯째 아들이다. 오고타이 칸의 유력 후계자 후보 중의 한사람이었으나 술을 좋아하여 소주 또는 포도주의 주독으로 일찍 사망했다. 쿠빌라이 칸과 50년간 대칸 위를 두고 경쟁한 카이두는 그의 아들이었다. 차가타이 한국의 무슬림의 괴뢰 군주였던 다니시멘지는 그의 증손자 혹은 손자였다. 그의 이름은 몽골어로 벽옥이라는 뜻이다.

## 생애
카시는 1209년 혹은 1215년 몽골 제국의 칸 오고타이 칸과 정실 첫 부인 보락친 카툰의 아들로 태어났으며, 오고타이 칸의 적자였다. 정확한 생일은 전하지 않는다. 신원사에는 1215년생이라 하나, 페르시아계 사서 집사에는 1209년생이라 한다. 구유크 칸의 동생이며, 코단, 코추태자, 카라차르의 형제간이다. 원사, 원사연의에는 합실대왕(合失大王)으로 나타난다.
그의 이름은 서하 또는 탕구트의 옛 이름인 카시에서 따서 지어졌다. 그가 태어날 무렵 할아버지 칭기즈 칸은 서하 원정 중이었는데, 카시는 칭기즈 칸의 서하 원정 중 태어났다. 서하(西河의 다른 이름은 하서(河西)인데, 서하의 그보다 오래 전의 고명은 하서였고, 몽골인들은 서하를 하서라고 불렀다. 카시는 중세 몽골어로 하서라는 단어와 음이 가까운 단어이다.흑달사략(黒韃事略)에는 그의 이름을 카시다이(하서태 河西角+得)라고 한다.
카시는 무공을 세우는데 듯이 있어 일찍부터 무예와 말타기를 배웠으며, 한문 서적을 읽어보았다. 그가 성인이 되자 몽골인들은 옛 서하 지역은 탕구트로 부르게 되었다. 쿠추, 몽케와 같이 오고타이 칸의 유력 후계자 후보의 한 사람이었으며, 1236년 2월 혹은 10월 쿠추가 남송 원정 중 병사하자 그가 아버지의 칸위를 계승할 것으로 예정되었다. 그러나 술을 좋아하고 주침(酒浸)을 좋아하였으며, 소주의 술독 또는 포도주의 술독으로 서하 탕구트 지역에서 1236년 혹은 1239년 아버지 오고타이 칸보다 일찍 사망하고 말았다. 오고타이 칸은 그 대신 쿠추의 아들 시레문을 후계자로 지정하였다.
몽골어로 서하(西夏)를 하서(河西)라고 불렀는데, 그의 이름 카시와 발음이 비슷해 그의 죽음 이후 몽골사람들은 하서라는 말을 꺼려하고 그 대신 탕구트라고 불렀다. 
메르키트족 혹은 베르킨족 출신 사브키나 카툰과 결혼, 사브키나에게서 카이두, 테무르불루크를 낳았다. 테무르불루크의 행적은 알려진 것이 없다. 그의 아들 카이두는 몽케 칸이 오고타이계 일족을 숙청할 때 살아남아, 오고타이 울루스를 계승하였다. 카이두는 몽골 대칸의 지위를 놓고 1266년경부터 쿠빌라이 칸과 50년간 경쟁하였다.

## 같이 보기
- 오고타이 칸국
- 카이두
- 코단
- 서하